# Primož Ramovš
Primož Ramovš (ur. 20 marca 1921 w Lublanie, zm. 10 stycznia 1999 tamże) – słoweński kompozytor.

## Życiorys
Był synem dialektologa Frana Ramovša. W latach 1935–1941 uczył się w akademii muzycznej w Lublanie u Slavko Osterca. Następnie studiował w Sienie u Vito Frazziego (1941) oraz w Rzymie u Alfredo Caselli i Goffredo Petrassiego (1941–1943). W latach 1945–1952 pracował w bibliotece Słoweńskiej Akademii Nauki i Sztuki, od 1952 do 1987 roku pełnił funkcję jej dyrektora. Od 1948 do 1952 i ponownie od 1955 do 1964 roku był wykładowcą konserwatorium w Lublanie. W 1962 roku przyznano mu nagrodę im. France Prešerena. Od 1977 roku był członkiem Słoweńskiej Akademii Nauki i Sztuki. W 1986 roku otrzymał złoty medal American Biographical Institute.

## Twórczość
Był czołowym przedstawicielem powojennej słoweńskiej awangardy muzycznej. Początkowo tworzył w stylistyce neoklasycznej, z wykorzystaniem tradycyjnych wzorców formalnych, unikał jednak tonalności i akordów o budowie tercjowej na rzecz chromatyki i współbrzmień eksponujących interwały sekundy i kwarty. Pod koniec lat 50. XX wieku zradykalizował swój język dźwiękowy, wprowadzając politonalność, atonalność, dodekafonię i aleatoryzm. Sonorystyczne kształtowanie brzmienia, widoczne w eksponowaniu skrajnych rejestrów i grupy instrumentów perkusyjnych, wskazuje na wpływ polskiej szkoły kompozytorskiej. W liczącym ponad 400 pozycji bogatym dorobku kompozytorskim Ramovša dominuje muzyka instrumentalna, głównie kameralna, tworzona na zróżnicowane barwowo zestawy instrumentów.

## Wybrane kompozycje
(na podstawie materiałów źródłowych)

### Utwory orkiestrowe
- 3 numerowane symfonie (I 1940, II 1943, III 1948)
- 3 divertimenta (I 1941, II 1942, III 1944)
- Divertimento na orkiestrę smyczkową (1944)
- Koncert fortepianowy (1946)
- Concertino na fortepian i smyczki (1948)
- Koncert na 2 fortepiany i smyczki (1948)
- Suita na 2 skrzypiec, wiolonczelę i orkiestrę smyczkową (1950)
- Sinfonietta (1951)
- Musique funèbre (1955)
- Chorał i toccata (1955)
- Adagio na wiolonczelę i orkiestrę smyczkową (1958)
- Concerto piccolo na fagot i smyczki (1958)
- Concertino na trąbkę i orkiestrę (1960)
- 7 utworów na smyczki (1960)
- Koncert na skrzypce, altówkę i orkiestrę (1961)
- Koncertantza glasba na perkusję i orkiestrę (1961)
- Intrada (1962)
- Transformacje na 2 altówki i orkiestrę (1963)
- Profile (1964)
- Vzporedja na fortepian i smyczki (1965)
- Odmevi na flet i orkiestrę (1965)
- Antiparalele na fortepian i orkiestrę (1966)
- Finale (1966)
- Portret na harfę, instrumenty dęte, smyczki i perkusję (1968)
- Simfonija 68 (1968)
- Nasprotja na flet i orkiestrę (1969)
- Symfonia na fortepian i orkiestrę (1970)
- Syntezy na róg i 3 grupy orkiestrowe (1971)
- Portret symfoniczny (1972)
- Duo na obój i orkiestrę (1973)
- Koncert wiolonczelowy (1974)
- Koncert kontrabasowy (1976)
- Nokturn na orkiestrę kameralną (1977)
- Poliptyk (1978)
- Koncert fagotowy (1978)
- Duo concertante na flet, harfę i orkiestrę (1979)
- Triplum na instrumenty dęte i perkusję (1980)
- Koncert na 2 fortepiany i orkiestrę (1981)
- Organofonia (1982)
- Koncert organowy (1983)
- Concerto profano na organy i orkiestrę (1984)
- Koncert na trąbkę i orkiestrę (1985)
- Izpoved (1986)
- Kolovrat na smyczki (1986)
- Koncert na skrzypce, wiolonczelę i orkiestrę (1988)
- Pismo (1989)
- Koncert potrójny na obój, klarnet, fagot i orkiestrę (1990)
- Per aspera ad astra (1991)
- Celeia laboribus sui gaudens na smyczki (1993)
- Zvočni svet na 2 fortepiany i orkiestrę (1993)
- AS (1994)
- Živio SGŠ! na trąbkę i orkiestrę (1994)
- Simfonija Pietà (1995)
- Concerto da camera na organy i orkiestrę smyczkową (1995)

### Utwory kameralne
- Kwartet na 4 rogi (1939)
- Trio na instrumenty dęte (1942)
- Trio na flet, trąbkę i fagot (1952)
- Sonata na klarnet i fortepian (1953)
- Trio na 2 skrzypiec i altówkę (1954)
- Sonata breve na skrzypce i fortepian (1956)
- Ricercare na temat Pavla Merkuja na obój i fortepian (1957)
- Trio na klarnet, wiolonczelę i fortepian (1957)
- Kwintet dęty (1959)
- Intermezzo na skrzypce i harfę (1959)
- Sonatina na klarnet i fortepian (1959)
- Aforyzmy na altówkę i fortepian (1961)
- Kontrasti na trio fortepianowe (1961)
- Monolog na wiolonczelę solo (1962)
- Enneafonia na 9 instrumentów (1963)
- Ekspansja na flet solo (1963)
- Portret na harfę i zespół kameralny (1963)
- Apel na róg i zespół kameralny (1963)
- 3 nokturny na flet i wibrafon (1964)
- Fluktuacje na zespół kameralny (1964)
- Prolog–dialog–epilog na flet, klarnet i fagot (1966)
- Dialog i symfonia na flet i klawesyn (1966)
- Impulsy na obój i harfę (1967)
- Con sordino na trąbkę, puzon i fortepian (1969)
- Nihanja na flet, harfę, perkusję i smyczki (1969)
- Triptychon na kwartet smyczkowy (1969)
- Colloquium na harfę i kwartet smyczkowy (1970)
- Ekstremi na skrzypce solo (1970)
- Inwersja na wiolonczelę i fortepian (1971)
- Thème donné na puzon i zespół kameralny (1972)
- 3 nokturny na kontrabas solo (1972)
- Solo na kontrabas (1972)
- Sygnały na fortepian i 8 instrumentów (1973)
- Transferences na harfę i perkusję (1973)
- Etiuda na flet solo (1973)
- Sympozjum na 5 perkusistów (1974)
- Odgovori na kwintet dęty (1974)
- Aulofonia na obój lub rożek angielski i fortepian (1975)
- Souns na flet i harfę (1975)
- Nuances na kontrabas i kwartet smyczkowy (1975)
- Sporočilo na skrzypce solo (1976)
- Kadencja na wiolonczelę solo (1977)
- Reminiscences 37–77 na trio smyczkowe (1977)
- A quattro na kwartet wiolonczelowy (1978)
- Rondeau na skrzypce i gitarę (1978)
- Salphinx na trąbkę piccolo i fortepian (1978)
- Opus X na zespół kameralny (1979)
- Pogovor na kwartet smyczkowy (1979)
- Violoncello solo na wiolonczelę solo (1979)
- Diminuendo na klarnet i fortepian (1980)
- Crescendo na klarnet i fortepian (1980)
- Chordophonia na kwartet fortepianowy (1981)
- Sto taktov na kwartet smyczkowy (1981)
- Kantylena na skrzypce i organy (1982)
- 6 miniatur na obój, klarnet i fagot (1982)
- Nokturn na 4 flety (1983)
- Kwartet na flet, skrzypce, wiolonczelę i klawesyn (1988)
- Doživetje na organy i perkusję (1989)
- Dilema na klarnet i fortepian (1991)
- Cum jubilo na kwintet dęty blaszany (1992)
- Discessus na 9 instrumentów dętych blaszanych (1993)
- Pojoče strune na 2 skrzypiec i fortepian (1994)
- Dovolj naj bo na wiolonczelę i fortepian (1995)

### Utwory fortepianowe
- Preludium–Pastorale–Toccata (1944)
- Sarkazmy (1951)
- Sonatina (1953)
- Bagatele (1956)
- Wariacje (1960)
- Pentektasis (1963)
- Utrinki ob Bachovem imenu (1964)
- Konstanta in sekvence (1965)
- (Ne)-simetrija (1965)
- Preludij in vrnitve (1966)
- Akrostych (1969)
- 1+1=1 (1969)
- 3 preludia (1971)
- Enica (1974)
- Toccata (1980)
- A-cis-fonia (1981)
- Dialogi na 2 fortepiany (1962)
- Klavir za dva na fortepian na 4 ręce (1982)